# أنابيب نانونية
الأنابيب النانونية هي بناء نانومتري له شكل يشبه الأنبوب، والأنابيب النانومترية هي نوع من الجزيئات النانونية، ومن الممكن أن تكون كبيرة بما يكفي لتعمل كأنبوب، غير أن الجزيئات النانونية الأخرى يمكن أن تُكون قنوات، أو بالاعتماد على المادة، يمكن أن تستخدم كموصل كهربائي أو عازل كهربائي.
أول أنبوب نانوني تم اكتشافه كان الأنبوب النانوني الكربوني في 1952. ل.ف.رايوشكيفك وف.م.لوكيانفك نشروا صورة واضحة عن 50 أنبوب ذات قطر نانومتري مصنوعه من الكربون في مجلة السوفييت للكيمياء الفيزيائية، 1هذا الاكتشاف كان غير مدون  بشكل كبير، كما أن المقال نشر في روسيا، ووصول العلماء الغربيين إلى الصحافة السوفييتيه كان محدوداً خلال الحرب الباردة.
قبل أن تعرف بالأنبوب النانوني الكربوني، عام 1976، مورينبو آندو من المركز الوطني الفرنسي للبحث العلمي (CNRS) أنابيب جوفاء من صفائح الجرافيت صنعت من خلال تقنية نمو البخار الكيميائية.2 أول عينة شوهدت أصبحت تعرف فيما بعد ب الأنبوب النانوني الأحادي الحائط.3 العلماء الثلاث كانوا أول من شاهدوا صورة لأنبوب نانوني  مع حائط جرافيني منعزل.

## أنواع الأنابيب النانونية
- الأنابيب (BCN  (BCN & BC2N)، تتكون من كميات متساوية من البورون، الكربون والنايتروجين.
- أنابيب نايترايد البورون  النانونية، شكل نايترايد البورون  تنبأ بها في 1994 .5 وتقريباً اكتشفت في 1995. 6
- الأنابيب النانونية الكربونية، وتتضمن مصطلح الانابيب النانونية العام والرسوم البيانية.
- الأنابيب النانونية الحمض نووية، بنية ثنائية الأبعاد والتي تغطى مره أخرى، 7 تشبه بالحجم والشكل الأنابيب النانونية الكربونيه قليلا.
- أنابيب نتريد الجاليوم النانونية، أنابيب نانونية من الجاليوم نتريد.
- أنابيب السيليكون النانونية، مصنوعة من ذرات السيليكون واكتشفت لأول مره حوالي سنة ال 2000 .8
- الأنابيب النانونية الغير عضوية، خصوصاً أنابيب سلفايدالتنجستن، أكتشفت لأول مره في 1992 .9
- الأنابيب النانونية الغشائية، غشاء انبوبي يربط بين الخلايا.
- الأنابيب النانونية التيتانونية، يصنع من خلال تحويل معدن الأناتيز بالتوليف الحراري. 10

## خصائص الأنابيب النانونية
- قوية جداً.
- صغيرة ذات مساحة سطحية كبيرة.
- موصله للكهرباء.

## استخدامات الأنابيب النانونية
- تحويل الطاقة الكهربائية إلى طاقة حركيه.
- لتحسين التوافر الحيوي لبعض الأدوية.
- تحليل الصناعات.